# Wolfenstein: The Old Blood
Pour un article plus général, voir Wolfenstein (série de jeux vidéo).
Wolfenstein: The Old Blood est un jeu vidéo de tir à la première personne développé par MachineGames et édité par Bethesda Softworks. Il est sorti le 5 mai 2015 sur Microsoft Windows, PlayStation 4 et Xbox One.
Le jeu est une préquelle de Wolfenstein: The New Order.

## Trame

### Synopsis
Wolfenstein: The Old Blood se déroule dans un univers alternatif et monde parallèle en 1946 juste avant le prologue de Wolfenstein: The New Order, où l'agent du B.A.S. William Joseph "B.J." Blazkowicz et Richard Wesley (nom de code Agent Un) ont pour mission d'infiltrer le Château Wolfenstein et y obtenir un dossier top secret appartenant au commandant du château, l'archéologue nazie Helga Von Schabbs, indiquant l'emplacement de l'usine secrète du Général Wilhelm "Deathshead" Strasse (alias Le Boucher). Pénétrant dans le château déguisés en officiers S.S., B.J. et Agent Un échouent à trouver le dossier et sont capturés par le lieutenant d'Helga, Rudi Jäger, un soldat cynophile sadique qui nourrit ses chiens aussi bien de prisonniers que de soldats nazis ne donnant pas satisfaction. Pendant qu'Agent Un est emmené par Rudi pour l'interroger, B.J. parvient à s'échapper de sa cellule, luttant pour se frayer un chemin à travers le château. Finalement, B.J. localise Wesley ligoté à une chaise électrique, utilisée par les nazis comme instrument de torture. Avant que B.J. puisse le secourir, Rudi active la chaise et électrocute Agent Un à mort, puis attache B.J. à la chaise et commence à l'électrocuter. Alors qu'il subit un interrogatoire douloureux, B.J. se libère, blesse Rudi et tue son chien préféré, un berger allemand albinos nommé Greta.
S'échappant du château, B.J. voyage jusqu'au village voisin, Paderborn et prend contact avec le leader de la résistance allemande locale, Kessler, ainsi que sa jeune assistante juive Annette qu'il cache des nazis. La taverne de Kessler est attaquée par les forces nazies avec à leur tête Rudi Jäger portant une armure blindée expérimentale. B.J. le défera et le tuera. B.J., Kessler, et Annette fuient en barque vers le village de Wulfburg, où Helga dirige des fouilles archéologiques pour trouver un caveau caché contenant un savoir occulte précédemment détenu par le roi Otto Ier.
Après avoir pris contact avec B.A.S. operative Pippa (nom de code Agent Deux), B.J. se déguise en serveur et infiltre la taverne où Helga séjourne. Elle ne se laisse pas berner par le déguisement et capture B.J., mais il parvient à s'échapper grâce à un tremblement de terre dû à l'ouverture du caveau par les nazis. De plus, l'ouverture relâche un gaz qui réanime tous ceux qui sont morts dans les environs de Wulfburg sous la forme de zombies hostiles. B.J. se fraie un chemin au travers des ruines enflammées de Wulfburg, tout en combattant les nazis et les civils zombifiés morts durant le séisme. L'agent Deux est tuée par un mort vivant et B.J. doit la tuer alors qu'elle se relève en tant que zombie. En allant retrouver Kessler et Annette, B.J. découvre qu'ils sont partis dans le village dans une tentative pour sauver l'amour d'Annette, Katrin.
B.J. trouve Annette et Kessler séparés par un pont effondré, et il faut alors faire un choix vers qui aller. Celui vers qui B.J. se dirigera sera sauvé, alors que l'autre sera tué par des non-morts. B.J. ira alors au site de fouille nazi à la poursuite d'Helga, qu'il finira par retrouver dans le caveau du roi Otto. Il y découvre la source du gaz créateur de zombie, un mort vivant géant connu sous le nom de La Monstruosité, créée par les alchimistes du roi en tant qu'arme de guerre, puis scellé par Otto après qu'il eut décidé que c'était une abomination. Dans un premier temps, Helga prend l'avantage en utilisant les formules occultes pour contrôler le monstre, mais lorsqu'elle tente de lui ordonner de dévorer B.J., à la place le monstre la blesse mortellement. B.J. combat et tue La Monstuosité, puis obtient finalement le dossier secret d'une Helga moribonde qui rend son dernier souffle. B.J. est exfiltré de Wulfburg par son ami Fergus, et ils embarquent pour RAF Kinloss afin d'assassiner Strasse et ainsi mettre fin à la guerre. B.J. repense à la nature des monstres et espère qu'il pourra enfin se reposer après cette dernière mission.

### Personnages

#### Protagonistes
- Agent William "B.J." Blazkowicz
- Agent Un : Richard Wesley
- Agent Deux : Pippa Shepherd
- Annette Krause
- Ludwig Kessler
- Fergus Reid (à la fin du jeu)

#### Antagonistes
- Colonel Rudi Jäger
- Baronne Helga Von Schabbs
- Emmerich Schreiner
- La Monstuosité
- General Wilhelm "Deathshead" Strasse (mentionné)

## Développement
Le jeu est annoncé officiellement le 4 mars 2015 en tant que standalone de Wolfenstein: The New Order. Il est commercialisé en distribution numérique le 5 mai 2015 sur Xbox One et Windows, le 6 mai 2015 sur PlayStation 4 puis en version physique le 15 mai 2015 sur Windows et PlayStation 4.